# Atletismo nos Jogos Pan-Americanos de 1999 - 10000 m feminino
A prova dos 10000 m feminino nos Jogos Pan-Americanos de 1999 foi realizada em 28 de julho de 1999. 

## Medalhistas
| Ouro                  | Prata                      | Bronze                   |
| Nora Rocha MEX México | Stella Castro COL Colômbia | Tina Connelly CAN Canadá |

### Final
| Posição          | Nome             | Nacionalidade                | Tempo    | Notas |
| ---------------- | ---------------- | ---------------------------- | -------- | ----- |
| Medalha de ouro  | Nora Rocha       | MEX México                   | 32:56.51 |       |
| Medalha de prata | Stella Castro    | COL Colômbia                 | 33:05.97 |       |
| 3                | Tina Connelly    | CAN Canadá                   | 33:27.87 |       |
| 4                | Shelly Steely    | USA Estados Unidos           | 33:36.44 |       |
| 5                | Martha Tenorio   | ECU Equador                  | 33:59.86 |       |
| 6                | Márcia Narloch   | BRA Brasil                   | 34:13.65 |       |
| 7                | Shelly Smathers  | USA Estados Unidos           | 34:20.42 |       |
| 8                | Mariela González | CUB Cuba                     | 34:45.94 |       |
| 9                | Jackie Morgan    | ISV Ilhas Virgens Americanas | 37:02.48 |       |